# Antonio Portela Lopa
Antonio Portela Lopa (Aljaraque, Huelva, 24 de diciembre de 1978) es un filólogo y poeta español.

## Biografía
Es licenciado en Filología Hispánica por la Universidad de Salamanca y doctor por la Universidad de Ca'Foscari de Venecia y por la Universidad de Salamanca, grado obtenido con una tesis sobre la influencia del mito de Greta Garbo en la literatura hispanoamericana. Fue becado por el Ministerio de Asuntos Exteriores para la ampliación de estudios artísticos en la Academia de España en Roma. Su obra aparece en diversos recuentos y antologías de la poesía reciente. En 2023 era profesor de la Universidad de Burgos.

## Obra poética
- ¿Estás seguro de que no nos siguen? Barcelona: DVD, 2003.
- Dogos. Premio José de Espronceda. Valencia: Pre-Textos, 2011.

## Diario
- Ciudadano romano. Huelva: El Gaviero, 2005.

## Ensayo y colecciones de artículos
- «Greta y los poetas». Clarín: Revista de nueva literatura, año 8, N.º 47, 2003, pags. 11-18

## Galardones
- Premio Andalucía Joven de poesía 2002.
- Premio José de Espronceda de poesía 2010, XV edición, por Dogos.